# Arcambal
Arcambal é uma comuna francesa na região administrativa de Occitânia, no departamento de Lot. Estende-se por uma área de 23,11 km². Em 2010 a comuna tinha 1 011 habitantes (densidade: 43,7 hab./km²).

## Etimologia
O nome da localidade foi atestado sob a forma Arcambali em 1230, em um manuscrito.
Trata-se de um topônimo oriundo predominantemente do antropônimo Arcambald[us] (entende-se implicitamente villa), vindo do sentido global de propriedade de Arcambald(us). Esse tipo de construção é frequentemente encontrada entre as regiões do sul da França. Arcambal é uma a forma occitânica correspondente, nas línguas de oïl, a Archambault.
Refere-se a um nome pessoal germânico composto dos elementos aircan "natural", "indígena", "sincero" e bald "audacioso". O elemento -bald regularmente evoluiu para -bal em occitano, assim como o sufixo germânico -ald, em geral, tornou-se -al em occitano, considerando que, da língua de oïl formou-se -aud. Arnal, também sob domínio de oïl, tornou-se -aud (com a mesma notação de -ault, -auld, por vezes até -ot, dependendo do patrônomo). É por essa razão que Arnal é o correspondente meridional de Arnaud.
O patrônimo Arcambal, que deriva do pronome pessoal, é usado apenas na região de origem, tal como o patrônomo Archambaud é inicialmente utilizado no sudoeste do domínio de oïl.